# Марчишин Петро Васильович
Марчишин Петро Васильович (4 вересня 1892, село Кошилівці Заліщицького району Тернопільської області — 30 січня 1954, Озерлаг, Іркутська область, Росія) — український громадський діяч на Далекому Сході.

## Біографія
Студент юридичного факультету Львівського університету, як військовополонений австро-угорської армії потрапив до Забайкалля, де перебував у таборі в Березівці. З 1917 брав участь у діяльності місцевих українських організацій, заступник голови Забайкальської Української окружної ради, з 4 травня 1921 — завідувач українського відділу та заступник міністра національних справ Далекосхідної Республіки. На цій посаді активно займався справою організації українського шкільництва на Далекому Сході. Після прилучення Далекосхідної Республіки до РСФРР 1922 втік до Маньчжурії, де також став активним учасником українських організацій. 1924 обраний головою Союзу українських студентів у Харбіні. З грудня 1933 — голова правління Української вчительської спілки в Харбіні, адміністратор Українського національного дому, голова Ради харбінської «Просвіти», з 29 січня 1939 — заступник голови Української національної колонії в Харбіні, редактор журналу «Далекий Схід» (Харбін). Також у Харбіні працював вчителем математики у ліцеї Святого Миколая.
Заарештований 15 січня 1949 року, а 20 липня засуджений Особливою Нарадою при МДБ СРСР за статтями 58-4, 58-11 Кримінального кодексу РРФСР до 10 років ув'язнення. Помер у в'язниці. Реабілітований 1 листопада 1989 року прокуратурою Читинської області.